# Handicap (polo)
Pour les articles homonymes, voir Handicap (homonymie).
Un handicap de Polo est un système créé par Henry Lloyd Herbert, le premier président de l’Association de polo des États-Unis, lors de la fondation de cette association en 1890, pour que les équipes soient choisies au mieux avec des joueurs de capacités différentes.

## Fonctionnement
Les joueurs sont évalués sur une échelle de moins -2 à 10 goals. Le niveau -2 indique un joueur novice, tandis qu’un joueur évalué à 10 goals a le handicap le plus élevé possible. Il est tellement difficile d’atteindre un handicap de 10 goals que ce niveau n’est attribué qu’à environ deux douzaines de joueurs dans le monde, et qu’environ les deux tiers des licenciés ont un handicap de deux buts ou moins. Tous les joueurs vivants avec le handicap de 10 goals sont argentins, à l’exception de David Stirling qui est né en Uruguay – bien qu’il joue en Argentine aussi.
Les handicaps de cinq goals et plus caractérisent généralement des joueurs professionnels. Ce n’est pas, ni n’a jamais été, une estimation du nombre de buts qu’un joueur pourrait marquer lors d’une rencontre, mais plutôt l’évaluation de la valeur du joueur pour son équipe. Il s’agit de l’évaluation globale du niveau d’équitation d’un joueur, du jeu d’équipe, de la connaissance du jeu, de la stratégie et des chevaux. À l’époque, le polo était le seul sport au monde qui considérait l’esprit sportif lors de la notation d’un joueur.
Dans les matches joués avec des joueurs « handicapés » (par opposition aux compétitions ouvertes, où les handicaps ne sont pas pris en compte), les handicaps des quatre joueurs sont totalisés. Si le handicap total d’une équipe est supérieur à celui de l’équipe contre laquelle elle joue, la différence est ajoutée au tableau de bord. Par exemple, si l’équipe du Polo Club du Domaine de Chantilly a un handicap total de six buts et que l’équipe du Polo Club de Saint-Tropez a un handicap de quatre buts, Saint-Tropez commencerait le match avec un avantage de deux buts.

## Répartition en France
Selon les données de la Fédération française de Polo, la France comptait, en 2013, 53 % de joueurs de handicap 3, 16 % de handicap 4, 11 % de handicap 5, et enfin 10 % de handicap 6.

## Joueurs ayant atteint les plus hauts niveaux de handicap

### Joueurs avec un handicap de 10 buts
- Rodolphe Louis Agassiz (1871-1933) - États-Unis d'Amérique[3]
- Mariano Aguerre (né en 1969) - Argentine / États-Unis d'Amérique
- Mike Azzaro - États-Unis d'Amérique
- Tomas Hernández Gómez (né en 1993) - Mexico / États-Unis d'Amérique
- Miguel Novillo Astrada - Argentine
- Adolfo Cambiaso (né en 1975) - Argentine
- Bartolomé Castagnola (né en 1970) - Argentine[4]
- Carlos Gracida (1960-2014) - Mexico
- Alfredo Harriott
- Alberto Pedro Heguy
- Bautista Heguy - Argentine / England
- Ignacio Heguy - Argentine
- Marcos Heguy - Argentine
- Sinclair Hill (né en 1934) - Australie[5]
- Lewis Lawrence Lacey (1887-1966) - Argentine.
- Pablo Mac Donough (né en 1982) - Argentine / Espagne / États-Unis d'Amérique
- Augusto Mántaras  (né en 1997) - Argentine
- Agustin Merlos - Argentine / Espagne / États-Unis d'Amérique
- Lucas Monteverde (né en 1976) - Argentine
- Juan Martin Nero - Argentine / Espagne
- Francisco Felix Penna
- Facundo Pieres (né en 1986) - Argentine / États-Unis d'Amérique
- Gonzalo Pieres, Jr. (né en 1982) - Argentine / France
- Pablo (Polito) Pieres (né en 1987)  - Argentine[6],[7]
- Aidan Roark (1905-1984) - Irlande[8]
- Bob Skene (1914–1997)- Australie
- David Stirling (né en 1981) - Uruguay[9]
- Louis Ezekiel Stoddard (1881-1951) - États-Unis d'Amérique[10]
- John Arthur Edward Traill (1882-1958) - Argentine / Irlande[11]
- Hilario Ulloa (né en 1985) - Argentine[12]
- Tommy Wayman (né en 1946) - États-Unis d'Amérique

### Joueurs avec un handicap de 9 buts
- Eduardo Novillo Astrada - Argentine
- Ignacio Novillo Astrada - Argentine
- Javier Novillo Astrada - Argentine
- Major Sardar Joginder Singh Baidwan (1904-1940)
- Santiago  Chavanne - Argentine
- Lucas Criado - Argentine
- Francisco DeNarvaez - Argentine
- Alejandro Diaz-Alberdi - Argentine
- Gabriel Donoso (1960-2006) - Chili
- Alberto Heguy - Argentine
- Eduardo Heguy - Argentine
- Matias MacDonough - Argentine
- Maharaj Sawai Mansingh - Inde
- Juan Alberto Merlos (1945) - Argentine
- Juan I. Merlos - Argentine
- Sebastian Merlos - Argentine
- Lucas Monteverde (né en 1976) - Argentine
- Juan Martin Nero - Argentine

### Joueurs avec un handicap de 8 buts
- German Joppich
- Tomas García Del Rio - Argentine

### Sources
- (en) Cet article est partiellement ou en totalité issu de l’article de Wikipédia en anglais intitulé « Polo handicap » (voir la liste des auteurs).